# Епархия Консепсьона
Епархия Консепсьона (лат. Dioecesis Sanctissimae Conceptionis in Argentina) — епархия Римско-католической церкви с центром в городе Консепсьон, Аргентина. Епархия Консепсьона входит в митрополию Тукумана. Кафедральным собором епархии Консепсьона является церковь Непорочного Зачатия Пресвятой Девы Марии.

## История
12 августа 1963 года Папа Римский Павел VI издал буллу «Condere dioecesim», которой учредил епархию Консепсьона, выделив её из архиепархии Тукумана.

## Ординарии епархии
- епископ Juan Carlos Ferro (12.08.1963 — 7.03.1980);
- Jorge Arturo Meinvielle, S.D.B.[1] (8.11.1980 — 23.04.1991), назначен епископом Сан-Хусто;
- Bernardo Enrique Witte, O.M.I. (8.07.1992 — 28.07.2001);
- Armando José María Rossi, O.P. (с 28 июля 2001 года).

## Источник
- Annuario Pontificio, Libreria Editrice Vaticana, Città del Vaticano, 2003, ISBN 88-209-7422-3